# Eduard Weikhart
Eduard Weikhart (* 21. November 1905 in Wien; † 25. Juli 1986 in Bruck an der Mur) war ein österreichischer Politiker (SPÖ).

## Leben
Eduard Weikhart besuchte die Höhere Technische Bundeslehranstalt Mödling, Abteilung Maschinenbau, in Mödling bei Wien und arbeitete zunächst in der Automobilbranche als Einkäufer.
Seine politische Laufbahn begann Weikhart beim Bund der Industrieangestellten, wo er von 1923 bis 1934 Funktionär war. Während der Zeit des Austrofaschismus betätigte er sich im Untergrund für die Sozialdemokratie.
Nach dem Zweiten Weltkrieg wurde er Bezirksparteivorsitzender der SPÖ in Wien-Liesing und behielt diese Stellung 30 Jahre lang, bis 1975.
Mindestens von 1966 bis 1968 war er bei der Generaldirektion der Österreichischen Bundesbahnen Leiter des Kraftwagendienstes, jedoch 1966 als Staatssekretär und 1968 als Abgeordneter zum Nationalrat von seiner Funktion enthoben. Er trug den Diensttitel Bundesbahn-Zentralinspektor (Gehaltsgruppe IXb).
Von 1947 bis 1970 gehörte er außerdem dem Wiener Parteivorstand der SPÖ an. Mehr als 25 Jahre lang war Weikhart Abgeordneter der SPÖ zum Nationalrat – von 1956 bis 1966 diente er als Staatssekretär im Bundesministerium für Handel und Wiederaufbau in den Regierungen der Bundeskanzler Julius Raab, Josef Klaus und Alfons Gorbach.
Weikhart wurde am Friedhof Rodaun bestattet. In Wien-Liesing wurde eine städtische Wohnhausanlage, der Eduard-Weikhart-Hof, nach ihm benannt.

## Auszeichnungen und Ehrungen
- Großes Silbernes Ehrenzeichen am Bande für Verdienste um die Republik Österreich[2]
- Großes Silbernes Ehrenzeichen für Verdienste um die Republik Österreich[2]
- Großkreuz des Ordens von Oranien-Nassau[2]
- Ehrenzeichen für Verdienste um die Befreiung Österreichs[4]